# Polydontes natensoni
Polydontes natensoni é uma espécie de gastrópode terrestre neotropical da família Pleurodontidae (antes entre os Camaenidae). Foi nomeada por Carlos de la Torre, em 1938. É nativa do Caribe.

## Descrição da concha e hábitos
Esta espécie apresenta conchas com leve perióstraco amarronzado, brancas, quando descascadas; circulares, quando vistas por cima ou por baixo, com 2.3 centímetros de altura e 4.5 de diâmetro, quando desenvolvidas. São caracterizadas por sua superfície quase lisa, espiral baixa, cônica e levemente arredondada, formando um ângulo entre a parte superior e inferior da concha, onde pode se localizar uma linha amarronzada, e pela ausência de umbílico. Lábio externo engrossado e de coloração branca, sem projeções dentiformes em seu interior.

## Distribuição geográfica
Polydontes natensoni é uma espécie endêmica do leste de Cuba, ocorrendo na província de Holguín;[carece de fontes?] com sua descrição original, por Carlos de la Torre, citando a localidade como cercanias do rio Nibujón, em Baracoa, província de Guantánamo.